# Metolius
Metolius – miasto w Stanach Zjednoczonych, w stanie Oregon, w hrabstwie Jefferson.